# Nova (magazine britannique)
Pour les articles homonymes, voir Nova (homonymie).
NOVA, publié de mars 1965 à octobre 1975, est un magazine britannique décrit comme « un magazine  magnifiquement conçu, le magazine politiquement radicale des femmes intellectuelles. En 1965, il parlait de sexe, de la pilule et incarnait la sophistication de Londres ».

## Histoire
Fondé par Harry Fieldhouse, NOVA est décrit par son créateur comme « le nouveau type de magazine pour un nouveau type de femme ». La revue a ensuite été modifiée par Dennis Hackett (en) avec Kevin d'Arcy comme rédactrice en chef, Harry Peccinotti (en) (Harry Peck) comme rédacteur artistique, Alma Birk comme rédactrice en chef adjoint, et Molly Parkin (en) comme rédactrice de mode. La police de caractères de NOVA, adaptée de vieux caractères de gravure sur bois, a eu une influence formatrice sur la typographie britannique pendant de nombreuses années[réf. nécessaire].
Nova est considéré dans les années 1960 comme la « Bible du style britannique », fer de lance du Swinging London.
Les contributeurs de NOVA incluaient des écrivains notables et éclectiques, tels que Graham Greene, Susan Sontag et Christopher Booker, et des journalistes telles que Lynda Lee-Potter (en) et Irma Kurtz. NOVA a également publié l'autobiographie d'Arthur Hopcraft (en), qu'il développera plus tard dans son livre de 1970 The Great Apple Raid and Other Encounters of a Tin Chapel Tiro. Au début des années 1970, le magazine a présenté des photographies de mode expérimentales « impressionnistes » d'Helmut Newton, Don McCullin et Terence Donovan, et des illustrateurs tels Mel Calman (en) et Stewart Mackinnon.
La revue est alors connue dans les milieux de l'édition pour avoir plus de lecteurs que de lectrices, ce qui était au cœur de son déclin financier[réf. nécessaire].
Le magazine est relancé en mai 2000, mais cela ne dure seulement que 13 numéros, son ultime sortie étant le numéro de juin 2001.